# Echtucán
Echtucán (en árabe: شتوكان‎, en lenguas bereberes: ⵛⵜⵓⴽⴰⵏ en francés: Chtoukane) es una localidad del Sáhara Occidental controlada por Marruecos, en la provincia de Bojador. Hasta 1976 perteneció al Sahara español.